# Voitsberg
Voitsberg är en stadskommun i förbundslandet Steiermark i Österrike. Staden ligger i sydvästra Steiermark cirka 30 kilometer väster om Graz. Voitsberg är huvudort i distriktet Voitsberg.

## Historia
Kring 1170 lät fogden Gottfried von Dürnstein bygga en borg där Voitsberg ligger idag. Borgen omnämndes 1183 som Castrum Voitesperch. Vid fästningsbergets fot anlades ett litet samhälle som blev köping senast 1224 och omnämndes som stad 1245. Staden utvecklades till en regional handelsplats. På 1300- och 1400-talen drabbades staden av översvämningar och många bränder, och vid 1400-talets slut och i början på 1500-talet av militära attacker från osmanska och ungerska trupper, men staden intogs aldrig. Ändå hämmade dessa händelser stadens utveckling och i början av 1600-talet hade Voitsberg förlorat sin ekonomiska betydelse. År 1612 räknades 88 hus i staden, varav 10 stod tomma och ytterligare 18 hade skador. Det fanns bara fyra handelsmän kvar och de 50 hantverkarna i Voitsberg hade svårt att försörja sig.
På 1700-talet började ett nytt uppsving, den här gången som industristad. Kolförekomster hittades i närheten 1762 och kolgruvor öppnades, en järnväg byggdes i mitten av 1800-talet, en modern glasfabrik grundades och andra fabriker, som till exempel ett järnverk och en pappersfabrik, flyttade till Voitsberg. År 1891 blev Voitsberg också distriktshuvudort.

## Byggnader
- Historisk stadskärna med hus från 1700- och 1800-talet
- Rådhuset vars fasad gestaltades av konstnären Arik Brauer.
- Kyrkorna St. Josefskirche, Michaelikirche och Heiligenblutkirche
- Fästningarna Obervoitsberg och Krems - ruiner efter fästningarna som behärskade och skyddade staden
- Slottet Greisenegg från 1400-talet, ombyggt 1877

## Näringsliv
I Voitsberg dominerar små och medelstora företag.

## Kommunikationer
Voitsberg ligger vid Köflacherbanan, järnvägslinjen Graz-Köflach.

## Vänorter
- San Martino Buon Albergo, Italien
- Lesnica, Polen